# La Cara de Barcelona

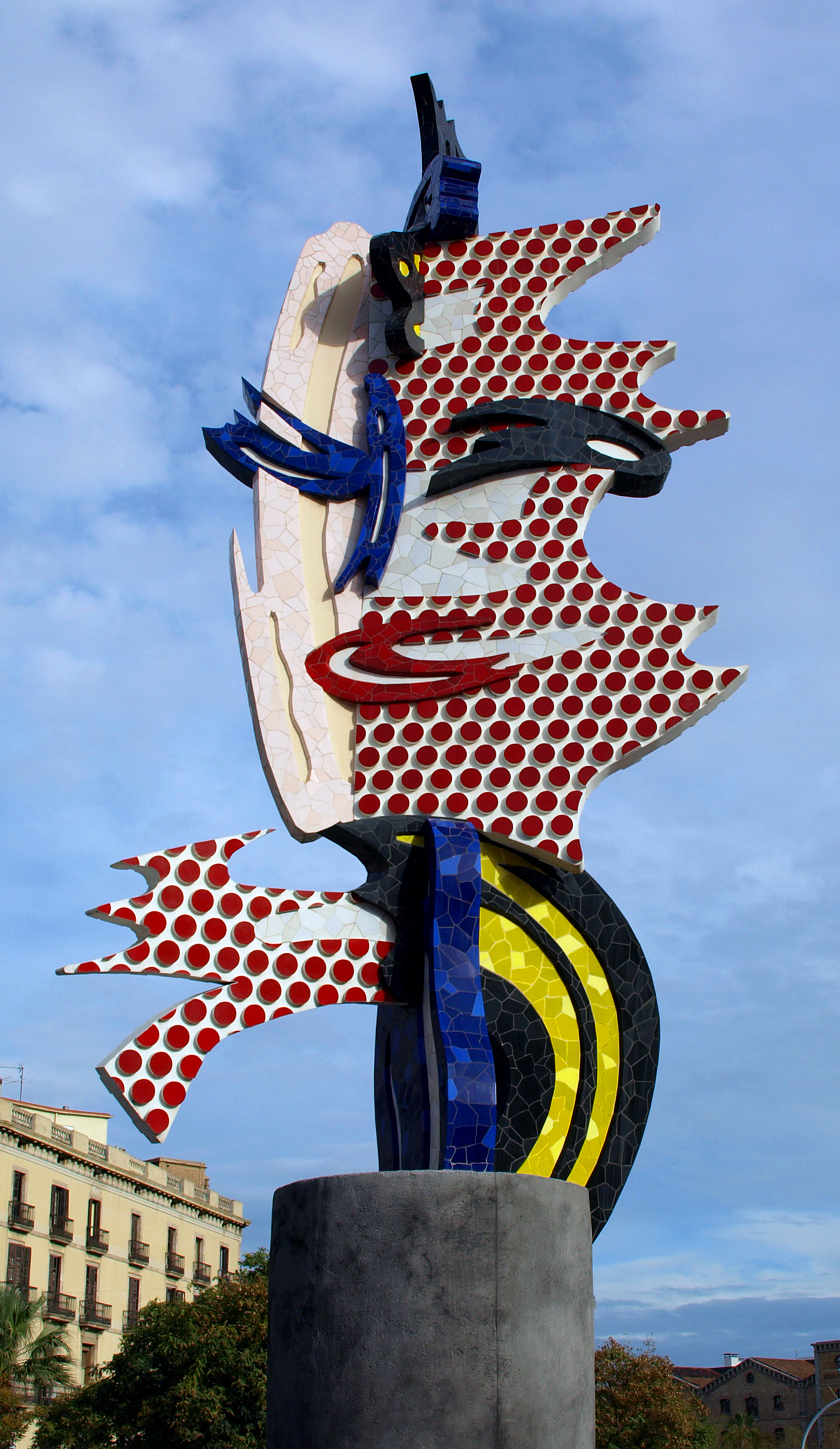
La Cara de Barcelona

La Cara de Barcelona (katalanisch für „Das Gesicht von Barcelona“) ist eine 15 Meter große Monumental-Skulptur in Barcelona. Der Entwurf stammt vom US-amerikanischen  Pop-Art-Künstler Roy Lichtenstein, die Ausführung übernahm der Bildhauer Diego Delgado Rajado im Jahr 1992.

## Alternativnamen
Die Skulptur ist auch bekannt unter dem Namen El Cap de Barcelona (katalanisch für „Der Kopf von Barcelona“). Die Roy-Lichtenstein-Stiftung benutzt den englischen Titel Barcelona Head (deutsch: „Barcelona-Kopf“).

## Standort
Die Skulptur steht an der Kreuzung der Straßen Passeig de Colom/Pas de Sota Muralla an der Grenze zwischen dem Alten Hafen (katalanisch: Port Vell) und dem Stadtviertel La Barceloneta.

## Stil und Hintergründe
Die etwa 15 Meter hohe Skulptur steht auf einem rund 5 Meter hohen Sockel. Im Stil der Pop-Art stellt sie das Gesicht einer Frau in sehr abstrahierter Form dar. Lichtenstein nutzt dabei seine comic-ähnliche Formensprache, die in diesem Fall Reminiszenzen an die Formensprache Joan Mirós aufweist. Gleichzeitig würdigt Lichtenstein den katalanischen Modernisme und seinen wichtigsten Vertreter Antoni Gaudí durch die Verwendung von gaudí-esquen Keramik-Bruchstücken, sogenannten Trencadís. Im Gegensatz zu normalen Skulpturen, die ein dreidimensionales Erscheinungsbild haben, soll La Cara de Barcelona durch seine fehlende Tiefe einen zweidimensionalen Eindruck vermitteln, wie man ihn aus der Malerei kennt. Die Skulptur wurde anlässlich der Olympischen Sommerspiele 1992 aufgestellt, bei denen sich Barcelona als moderne Metropole präsentieren wollte.